# Aleksej Sjipenko
Aleksej Pavlovitj Sjipenko (ryska Алексей Павлович Шипенко), född 3 oktober 1961 i Stavropol i södra Ryssland, är en rysk dramatiker, romanförfattare, teaterregissör och rockmusiker.

## Biografi
Sedan 1992 är Aleksej Sjipenk bosatt i Berlin. 1979-1983 studerade han skådespeleri vid Konstnärliga teaterns högskola i Moskva. Som dramatiker debuterade han 1984 med Observatören som uppfördes av Vasiljevteatern i Moskva och hade premiär i Tyskland 1988 (Der Beobachter) på Metropol-Theater i dåvarande Västberlin. Sjipenko fick sitt internationella genombrott med Arkeologia 1988 som 1990 utnämndes till bästa utländska teaterstycke av den prestigefyllda tidskriften Theater heute. Under 1980-talet spelade Sjipenko med i olika rockband i Moskva, från 2004 medverkar han i den tyska elektronica-gruppen Toktok. Han debuterade som romanförfattare 1998 med Das Leben Arsenijs på Suhrkamp Verlag. Som regissör har han verkat vid bland andra Volksbühne i Berlin, Theater Bremen, Staatstheater Kassel, den tyska nationalteatern i Almaty i Kazakstan och Akademie der Künste i Berlin samt i Luxemburg och Portugal.
1997 spelade Radioteatern Arkeologia i översättning av Hans Björkegren och regi av Saara Salminen Wallin med Peter Andersson, Reine Brynolfsson, Stina Ekblad, Ingela Olsson, Rolf Skoglund, Gerhard Hoberstorfer, Susan Taslimi och Sif Ruud. Sjipenko förenar kammarspelet med en satirisk blick på den mediepåverkade samtiden.